# Forno d’Asolo-Astute/Saison 2014
Dieser Artikel listet den Kader des Radsportteam Forno d’Asolo-Astute in der Saison 2014 auf.

## Team
| Fahrerin                      | Geburtstag | Nationalität |
| ----------------------------- | ---------- | ------------ |
| Rossella Callovi              | 05.04.1991 | Italien      |
| Ingrid Drexel                 | 28.07.1993 | Mexiko       |
| Edita Janeliūnaitė            | 16.12.1988 | Litauen      |
| Reda Kalunskaite              | 28.12.1995 | Litauen      |
| Jurgita Kubiliunaite          | 26.08.1995 | Litauen      |
| Silvija Latozaite             | 20.11.1993 | Litauen      |
| Jessenia Meneses              | 18.06.1995 | Kolumbien    |
| Laura Lorenza Morfin Macouzet | 09.10.1982 | Mexiko       |
| Valeria Pintos                | 17.11.1979 | Argentinien  |
| Martina Růžičková             | 22.03.1980 | Tschechien   |
| Alena Sitsko                  | 04.12.1987 | Belarus      |
| Daiva Tuslaite                | 18.06.1986 | Litauen      |
| Lorena Maria Vargas Villamil  | 27.08.1986 | Kolumbien    |